# Eduardo Pérez Valarezo
Francisco Eduardo Pérez Valarezo, más conocido como El Che Pérez, fue el hincha número uno del equipo del Club Sport Emelec, nació en Machala el 13 de octubre de 1935.

## Biografía
El Che Pérez fue el primer hincha de un equipo de futbol ecuatoriano en crear una barra organizada, al fundar la Barra Azul en un 9 de octubre de 1969. Posteriormente el nombre cambiaría a la "Barra del Che Pérez".
A diferencia de otras barra futbolísticas, La barra del Che Pérez acudía a presenciar los eventos de otras disciplinas deportivas del Club, como: beisbol, natación o básquet.
Falleció debido a un paro cardiaco a la edad de 66 años, fue velado en el estadio Capwell y sepultado en una sección espacial del cementerio llamado El Astillero.